# 繪架座βb
繪架座βb（Beta Pictoris b）是一顆太陽系外行星，距離地球約63光年，位於繪架座。該行星的母恆星是周圍存在岩屑盤的視星等4等恆星老人增四（繪架座β）。

## 概要
繪架座βb的質量在木星的4到11倍之間，半徑則比木星大65%。它和母恆星距離9個天文單位（接近環繞母恆星的岩屑盤的平面），在低離心率軌道上以20到21年週期環繞，並且是老人增四旁目前唯一已知的行星。該行星是由安妮－瑪麗·拉格朗日等人於2008年11月18日使用位於智利北部Cerro Paranal的甚大望远镜上的儀器 NACO 發現。天文學家透過不同影像中的參考星以直接影像方式發現繪架座βb，而發現它的一系列影像最早拍攝於2003年，但在第一次影像處理減少雜訊時並未發現，直到2008年以新式影像處理工具對相關資料再次處理時發現了一個微弱的點光源，也就是繪架座βb。
之後天文學家在2009年下半年和2010年上半年使用同樣儀器偵測到繪架座βb，並確認其存在，但該行星當時在母恆星的另一側。這項發現的論文被發表在期刊《科學》，論文並指出繪架座βb在當時是以直接攝影發現的系外行星中距離母恆星最近的。2010年下半年和2011年上半年的觀測讓科學家得以知道它的軌道傾角是88.5°，幾乎垂直。發現它的位置大約是和繪架座β系統主岩屑盤夾角3.5到4°處，這代表行星的位置對齊於系統的翹曲內岩屑盤。
天文學家對繪架座βb的首次光谱能量分布（SED）結果於2013年7月出版。
這項研究在波長1.265、1.66、2.18、3.80、4.05和4.78 µm處的反應顯示該行星的大氣層有大量塵埃或雲層。分析結果和早期L型矮星相符合，但是表面重力較低。繪架座βb表面有效溫度限制在1700+100
−100 K，表面重力則是log g = 4.0 +.5
−.5。第二次的研究成果於2013年9月出版，該次研究則是將雙子星天文台在波長3.1 µm的新觀測結果結合先前資料重新分析。第二次研究發現在3.1 µm處的光度和早期L型矮星模型相比較有光度過大現象，並提出了小顆粒塵埃和厚雲層可以和光譜能量分布有最好的擬合。論文最後提出的有效溫度限制在1600+50
−25 K，表面重力log g = 3.8 +.02
−.02。以上結果符合繪架座βb半徑比木星大65%的結果，天文學家並認為該行星的年齡小於其母恆星（5百萬年前形成過程結束）。
2014年，繪架座βb的自轉周期透過從它的一氧化碳紅外吸收線的加寬計算了出來。這使得它成為了第一顆太陽系外行星有其自轉周期的測量值。這個8.1小時的自轉周期，是目前已知最快的自轉速度。

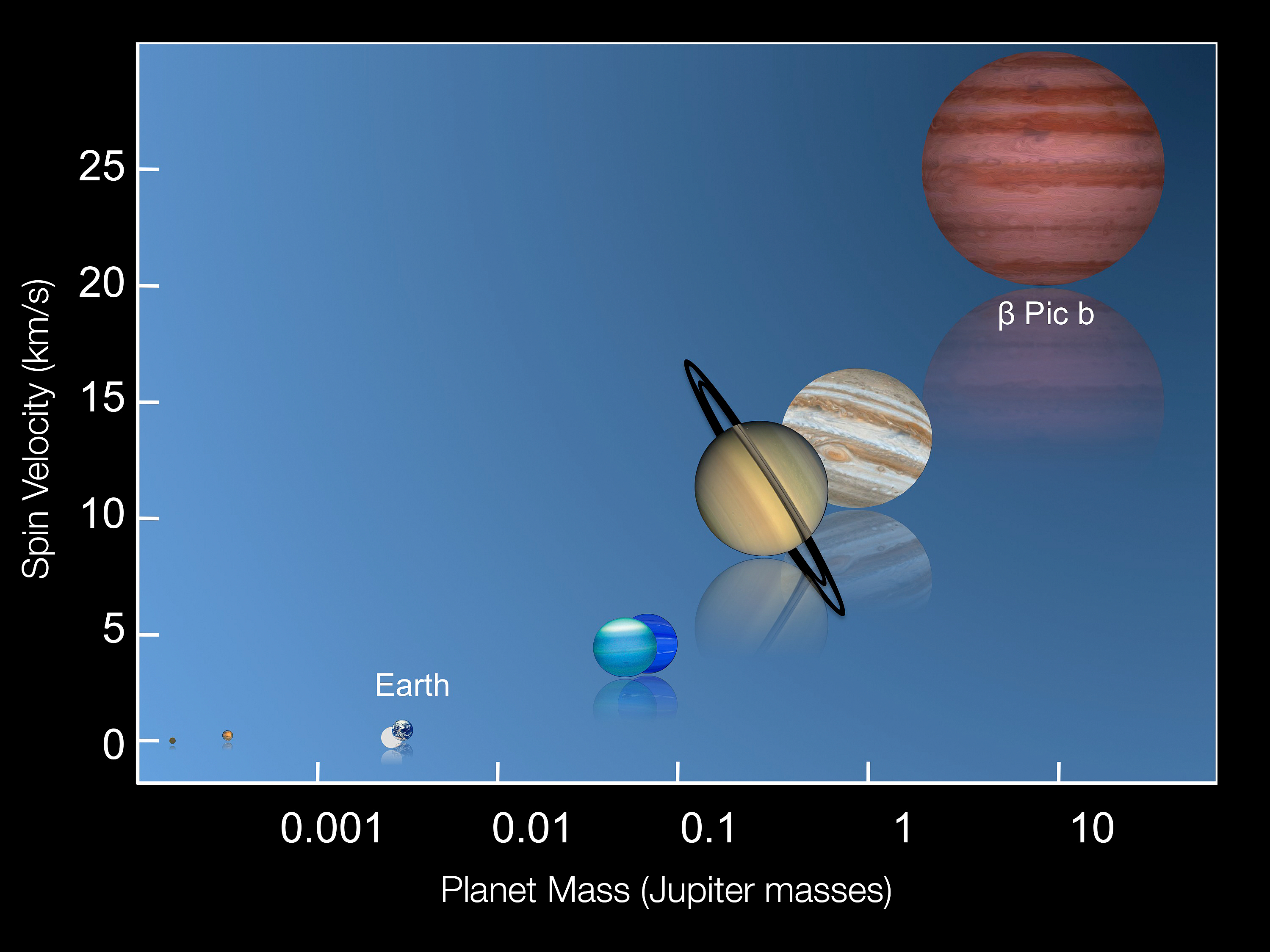
与太阳系行星的比较